# 4007 Euryalos
A 4007 Euryalos (ideiglenes jelöléssel 1973 SR) egy kisbolygó a Naprendszerben. Cornelis Johannes van Houten,  Ingrid van Houten-Groeneveld,  Tom Gehrels fedezte fel 1973. szeptember 19-én.